# Гмелинское сельское поселение
Гмелинское сельское поселение — муниципальное образование в Старополтавском муниципальном районе Волгоградской области, административный центр — село Гмелинка.

## История
Гмелинское сельское поселение образовано 17 января 2005 года в соответствии с Законом Волгоградской области № 991-ОД.

## Население
| 2010  | 2012  | 2013  | 2014  | 2015  | 2016  | 2017  |
| ----- | ----- | ----- | ----- | ----- | ----- | ----- |
| 2751  | ↘2738 | ↘2692 | ↘2647 | ↘2617 | ↘2602 | ↘2597 |
| 2018  | 2019  | 2020  | 2021  |       |       |       |
| ↘2534 | ↘2483 | ↘2444 | ↘2382 |       |       |       |

## Состав сельского поселения
| № | Населённый пункт | Тип населённого пункта       | Население |
| - | ---------------- | ---------------------------- | --------- |
| 1 | Большие Пруды    | хутор                        | ↗46       |
| 2 | Вербный          | хутор                        | ↗252      |
| 3 | Гмелинка         | село, административный центр | ↗2222     |
| 4 | Коршуновка       | село                         | ↗25       |
| 5 | Орлиное          | село                         | ↗86       |
| 6 | Первомайский     | посёлок                      | ↗356      |
| 7 | Цветочное        | село                         | ↗115      |
| 8 | 1062             | железнодорожный разъезд      | →7        |

## Местное самоуправление
Глава Гмелинского сельского поселения — Бутенин Михаил Павлович. Избран (повторно) 11 октября 2009 г., срок полномочий — 4 года.
Представительный орган — Гмелинская сельская Дума, численность — 10 депутатов. Дума второго созыва избрана 11 октября 2009 года. Срок полномочий — 4 года.
На территории поселения образовано 8 территориальных общественных самоуправлений : «Совхоз», «Мирное», «Вербное», «Цветочное», «Орлиное», «Большие Пруды», «Степное», «Первомайское».